# زارتسبوتل
زارتسبوتل (به آلمانی: Sarzbüttel) یک شهر در آلمان است که در دیمارشن واقع شده‌است. زارتسبوتل ۷۲۵ نفر جمعیت دارد.